# Alexandre Astruc
Alexandre Astruc (Parigi, 13 luglio 1923 – Parigi, 19 maggio 2016) è stato un regista, sceneggiatore e critico cinematografico francese.

## Biografia
Il padre e la madre erano giornalisti. Dopo aver frequentato i corsi preparatori per il Politecnico, Astruc finì per studiare legge e storia dell'arte.
Amico di Boris Vian, nel secondo dopoguerra si avvicinò alle posizioni dell'esistenzialismo sartriano frequentando i ritrovi di Saint-Germain-des-Prés. In questo periodo pubblicò il suo primo romanzo, Les Vacances (1945) e collaborò assiduamente con le riviste Combat e L'Écran Française con saggi sull'arte e sul cinema.
Nel corso di queste riflessioni critiche, Astruc si convinse che il cinema era destinato a sostituire la forma-romanzo. Egli espresse questa rivoluzionaria teoria in un famoso articolo pubblicato nel marzo del 1948 sull'Écran Française e intitolato: «Naissance d'une nouvelle avant-garde: la caméra-stylo», considerato uno degli eventi fondativi di quella che sarà la Nouvelle Vague francese. Nell'articolo Astruc denunciava come il cinema fosse ancora troppo legato a convenzioni figurative e tecniche standardizzate. Il nuovo stile cinematografico profetizzato da Astruc doveva invece essere flessibile e personale, in grado di rendere il mondo mentale del regista come la penna era in grado di descrivere il mondo mentale dello scrittore o del poeta (di qui l'espressione «caméra-stylo» cioè cinepresa-penna). La semplificazione del modo di girare e di registrare le immagini avrebbe consentito al regista di compiere questo salto di qualità, usando il movimento di macchina come una penna o un pennello e dunque compiendo un vero e proprio gesto estetico.
Aiuto regista di Marc Allégret per Stirpe dannata, realizzò il suo primo cortometraggio nel 1948. Nel 1952, Astruc vinse il Premio Louis-Delluc con il mediometraggio La tenda scarlatta, interpretato da Anouk Aimée.

## Filmografia
- Aller et retour o Ulysse ou les mauvaises rencontres (1948)
- La tenda scarlatta (Le Rideau cramoisi) mediometraggio Premio Louis-Delluc (1952)
- Les mauvaises rencontres (1955)
- Una vita - Il dramma di una sposa (Une vie) (1958)
- La proie pour l'ombre (1961)
- L'educazione sentimentale (L'éducation sentimentale) (1962)
- Le puits et le pendule (1964) - cortometraggio TV
- Évariste Galois (1965)
- La lunga marcia (La Longue marche) (1966)
- Flammes sur l'Adriatique (1968)
- La lettera rubata  (1970)
- Sartre par lui-même (1976) - documentario
- La caduta della casa Usher  (1980)